# Schlemihl (1915)
Schlemihl ist ein deutscher Spielfilm aus dem Jahre 1915. Unter der Regie von Richard Oswald spielen Rudolph Schildkraut (als Titelheld) und sein Sohn Joseph Schildkraut die Hauptrollen.

## Handlung
Der alte Schlemihl, eine verkaufstüchtige und durch und durch treue Seele, arbeitet als Faktotum für den Trödler Ehrenstein. Zwischen beiden Familien bestehen enge Bande – Schlemihls Kinder Jakob und Rahel sind mit denen Ehrensteins, Lea und Moritz, verlobt. Eines Tages entdeckt Schlemihl, dass der alte, mittlerweile verstorbene Ehrenstein eine große Anzahl wertvoller Aktien hinterlassen hat, die er in einem Wandschrank versteckt deponierte. Nun gelten die Ehrensteins als wohlhabend. Die Folge dieses Fundes bedeutet zunächst auch ein Segen für Familie Schlemihl: Der Trödler schenkt seinem treuen Angestellten daraufhin sein Geschäft.
Doch nicht jeder vermag mit dem Reichtum angemessen umzugehen. Moritz und Lea steigt plötzlich der neue Wohlstand zu Kopf, und beide lösen ihre Verlobungen. Außerdem zieht das viele Geld zwielichtige Gestalten an. So taucht auf einmal ein gewisser Generaldirektor a. D. Hellborn auf. Dieser frühere Bankdirektor gedenkt seine zerrütteten Finanzen dadurch aufzubessern, dass er seine Kinder Siddy und Bodo mit dem frisch entlobten Ehrenstein-Nachwuchs Moritz und Lea zu verheiraten sucht. Doch Schlemihl, in Treue fest zu seinem alten und generösen Arbeitgeber, ahnt, dass mit diesem Mann etwas nicht stimmt und unternimmt Nachforschungen. Er findet heraus, dass Hellborns Fassade die eines Hochstaplers ist und kann im letzten Moment dessen Plan, die Ehrensteins auszunehmen, verhindern.
Doch Ehrensteins Reaktion fällt gänzlich anders aus, als erwartet. Dieser ist mehr als undankbar und wittert vielmehr höchst egoistische Motive hinter Schlemihls Eingreifen, da dessen eigene Kinder ja ursprünglich die von Ehrenstein ehelichen wollten. Ehrenstein weist daraufhin Schlemihl die Tür. Um zu retten, was zu retten ist, fälscht Schlemihl ein Telegramm an Ehrenstein. In dem heißt es, dass Ehrenstein sein ganzes Geld verloren habe und er nunmehr genauso mittellos ist wie vor dem Erbe. Daraufhin machen sich die Hellborns augenblicklich aus dem Staub. Schlemihl klärt gegenüber Ehrenstein den wahren Sachverhalt auf, und auch Moritz und Lea haben ihre Lektion in Sachen Hochmut gelernt. Schließlich kommen diese wieder mit Jacob und Rahel Schlemihl zusammen. Aber eines Tages werden Schlemihls Ankündigung im Telegramm zur Gewissheit: Tatsächlich schlittert die Bank, auf der Ehrensteins Kapital liegt, in die Pleite. Nun scheint das Vermögen wirklich futsch. Doch der schlaue Schlemihl hatte diese Entwicklung antizipiert und in weiser Voraussicht Ehrensteins Finanzen in Sicherheit gebracht.

## Produktionsnotizen
Schlemihl wurde im Juni 1915 im Greenbaum-Atelier von Berlin-Weißensee gedreht und besaß ursprünglich eine Länge von 1654 Metern auf fünf Akten. Der Film wurde im Oktober 1915 im Tauentzien-Varieté uraufgeführt. Bei der Neuzensur am 5. Mai 1924 wurde Schlemihl auf 1577 Meter heruntergekürzt. Gelegentlich wird der Film auch unter Schlemihl. Ein Lebensbild geführt.
Schlemihl war, nach Regisseur Oswalds Dämon und Mensch, der zweite Film, in dem Nachwuchsmime Joseph Schildkraut an der Seite seines Vaters vor der Kamera auftrat. Oswalds Ehefrau Käthe debütierte in Schlemihl vor der Kamera.
Der Film gilt heute als verloren.